# مجلة دراسات حول الكحول والمخدرات
مجلة دراسات حول الكحول والمخدرات، هي مجلة علمية محكمة تنشر مقالات بحثية أصلية حول جوانب مختلفة من تعاطي وإساءة استخدام الكحول والمخدرات الأخرى. تشمل الموضوعات التي يتم تناولها الجوانب البيولوجية والطبية والوبائية والاجتماعية والنفسية والقانونية لتعاطي الكحول والمخدرات الأخرى وإساءة استخدامها والاعتماد عليها. تأسست المجلة في عام 1940 باسم المجلة الفصلية للدراسات حول الكحول، غيرت اسمها في عام 1975 إلى مجلة دراسات حول الكحول، قبل الحصول على اسمها الحالي في عام 2007 تصدر المجلة كل شهرين وتنشر المكملات الغذائية على فترات غير منتظمة. The Journal of Studies on Alcohol and Drugs هي مجلة غير هادفة للربح مقرها في مركز دراسات الكحول في جامعة روتجرز.

## عامل التأثير
وفقًا لتقارير Journal Citation Reports، فإن عامل التأثير لعام 2017 للمجلة هو 2.616، حيث احتلت المرتبة العاشرة من بين 35 مجلة في فئة «تعاطي المخدرات» (العلوم الاجتماعية)، و 9 من 19 مجلة في فئة «تعاطي المخدرات» (العلوم)، و 36 - 95 مجلة في فئة «علم النفس» (علوم).

## رؤساء التحرير
رئيس تحرير المجلة اعتبارًا من 1 يوليو 2015 هو Thomas F. Babor (جامعة كونيتيكت). رؤساء التحرير السابقون هم هوارد دبليو هاغارد (1940-1958)، ومارك كيلر (1958-1977)، وتيموثي كوفي (1977-1984)، وجاك إتش. كاربنتر (1991-1994) ومارك أ.شوكيت (جامعة كاليفورنيا ، سان دييغو) (1994-2015).

## الروابط خارجية
- الموقع الرسمي